# HOMURA
『HOMURA』（ほむら）はスコーネックが開発し、タイトーから2005年にリリースされたアーケードゲーム。ジャンルはシューティングゲーム。

## 特徴
8方向レバー、2ボタン（ショット、抜刀）で主人公の焔を操作しながら敵を倒していく。全5ステージ。1面から3面まではプレイ内容によって分岐する要素がある。隠しステージも存在する。なお、4面で終了した場合と5面をクリアした場合では、エンディングの一枚絵が違う。
HOMURAの大きな特徴といえば、刀を使った抜刀にある。抜刀は、抜刀ゲージが満タンのときに使用でき、敵に近接攻撃を仕掛ける事ができるほか、敵弾を跳ね返す事ができる。
2ボタン同時押しで鬼殺陣（ボム）を使用できる。鬼殺陣使用中は無敵になる。残りライフが残っていない時に敵の攻撃に当たるとゲームオーバーになる。

## ギャラリーモード
PlayStation 2版ではアーケード版には無いギャラリーモードも追加されている。これを選択すると様々なイラストが見ることができる。

## 移植
- PlayStation 2版 2005年（12月1日発売 )

同作の廉価版「HOMURA TAITO BEST」は2006年11月30日発売。2940円。
- NESiCAxLive版 2012年 (3月29日配信 )

シングル台専用タイトル。